# کوارک افسون
کوارک افسون (نماد: c)، که از نظر سنگینی در بین انواع کوارک‌ها سومین است، نوعی ذره بنیادی است. کوارک افسون را می‌توان درون هادرون‌ها یافت که ذرات زیراتمی متشکل از کوارک هستند. نمونه‌هایی از هادرون‌هایی که شامل کوارک افسون هستند، عبارت‌اند از ذره سای (J/ψ)، مزون دی (D)و باریون سیگما (Σ
c).
این کوارک به همراه کوارک شگفت، نسل دوم ماده را تشکیل می‌دهند و بار الکتریکی آن ۲⁄۳e+ و جرمی برابر ۱٫۲۹+۰٫۰۵
−۰٫۱۱ GeV/c۲ دارد.

مانند سایر کوارک‌ها، کوارک افسون یک فرمیون بنیادی اسپین-۱⁄۲ است و با هر ۴ نیروی بنیادی برهم‌کنش دارد. پادذره آن پادکوارک افسون نامیده می‌شود (گاهی به آن کوارک پادافسون یا فقط پادافسون هم گفته می‌شود) که تنها تفاوتش با کوارک افسون در این است که برخی از ویژگی‌های آن مقدار برابر با علامت مخالف با کوارک افسون دارد.
چند تن از پژوهشگران مانند جیمز بجورکن و شلدون لی گلاشو در سال ۱۹۶۴، وجود یک کوارک چهارم را حدس زده‌بودند
، اما پیش‌بینی آن قاعدتا به گلاشو، جان ایلیوپولوس و لوسیانو مایانی در سال ۱۹۷۰ نسبت داده می‌شود.

ذره سای نخستین ذره کشف‌شده‌ حاوی کوارک افسون بود. که توسط تیمی در آزمایشگاه ملی شتاب‌دهنده اسلاک به رهبری برتون ریکتر

و در به رهبری ساموئل تینگ

کشف شد.
در سال ۱۹۷۴ کشف J/ψ ( و در نتیجه آن، کوارک افسون) زمینه‌ساز دنباله‌ای از پیشرفتهای علمی شد که با نام انقلاب نوامبر نامیده می‌شدند.

## هادرون‌های شامل کوارک افسون
کوارک افسون هادرون‌های زیر را می‌سازد:
- مزون دی که از یک کوارک افسون (یا پادذره آن) و یک کوارک بالا یا پایین تشکیل می‌شود
- مزون D
s از یک کوارک افسون و  یک کوارک شگفت ساخته شده‌است.
- حالات چارمونیم متعددی مانند ذره J/ψ وجود دارند که از یک کوارک افسون و پادذره آن تشکیل می‌شوند.
- باریون‌های افسون‌شده متعددی  کشف شده‌است که نام‌گذاری آن‌ها شبیه به باریون‌های شگفت است (مانند Λ+
c).

## منبع
1. 1 2  
K. Nakamura et al. (Particle Data Group) (2011). "PDGLive Particle Summary 'Quarks (u, d, s, c, b, t, b′, t′, Free)'" (PDF). Particle Data Group. Retrieved 2011-08-08.
2. ↑  
Carl Rod Nave. "Transformation of Quark Flavors by the Weak Interaction". Retrieved 2010-12-06. The c quark has about 5% probability of decaying into a d quark instead of an s quark.
3. ↑  
K. Nakamura;  et al. (2010). "Review of Particles Physics: The CKM Quark-Mixing Matrix" (PDF). J. Phys. G. 37 (75021): 150. {{cite journal}}: Cite has empty unknown parameter: |author-separator= (help); Explicit use of et al. in: |author2= (help)
4. ↑  
B.J. Bjorken, S.L. Glashow; Glashow (1964). "Elementary particles and SU(4)". Physics Letters. 11 (3): 255–257. Bibcode:1964PhL....11..255B. doi:10.1016/0031-9163(64)90433-0.
5. ↑  
S.L. Glashow, J. Iliopoulos, L. Maiani; Iliopoulos; Maiani (1970). "Weak Interactions with Lepton–Hadron Symmetry". Physical Review D. 2 (7): 1285–1292. Bibcode:1970PhRvD...2.1285G. doi:10.1103/PhysRevD.2.1285.{{cite journal}}:  نگهداری یادکرد:نام‌های متعدد:فهرست نویسندگان (link)
6. ↑  
J.-E. Augustin; Boyarski, A.; Breidenbach, M.; Bulos, F.; Dakin, J.; Feldman, G.; Fischer, G.; Fryberger, D.; Hanson, G.; Jean-Marie, B.; Larsen, R.; Lüth, V.; Lynch, H.; Lyon, D.; Morehouse, C.; Paterson, J.; Perl, M.; Richter, B.; Rapidis, P.; Schwitters, R.; Tanenbaum, W.; Vannucci, F.; Abrams, G.; Briggs, D.; Chinowsky, W.; Friedberg, C.; Goldhaber, G.; Hollebeek, R.; Kadyk, J.; Lulu, B. (1974). "Discovery of a Narrow Resonance in e+e− Annihilation". Physical Review Letters. 33 (23): 1406. Bibcode:1974PhRvL..33.1406A. doi:10.1103/PhysRevLett.33.1406. {{cite journal}}: Cite has empty unknown parameter: |author-separator= (help)
7. ↑  
J.J. Aubert;  et al. (1974). "Experimental Observation of a Heavy Particle J". Physical Review Letters. 33 (23): 1404. Bibcode:1974PhRvL..33.1404A. doi:10.1103/PhysRevLett.33.1404. {{cite journal}}: Cite has empty unknown parameter: |author-separator= (help)